# Пириу-Кручій (Погечауа, Муреш)
Пириу-Кручій (рум. Pârâu Crucii) — село у повіті Муреш в Румунії. Входить до складу комуни Погечауа.
Село розташоване на відстані 285 км на північний захід від Бухареста, 23 км на північний захід від Тиргу-Муреша, 57 км на схід від Клуж-Напоки.

## Населення
За даними перепису населення 2002 року у селі проживала 131 особа, усі — румуни. Усі жителі села рідною мовою назвали румунську.